# The Book of Henry
Pour plus de détails, voir Fiche technique et Distribution.
The Book of Henry est un film américain réalisé par Colin Trevorrow, sorti en 2017.

## Synopsis
Susan Carpenter, une mère célibataire, vit avec ses deux jeunes fils : Henry et Peter. Henry est amoureux de Christina, la fille du commissaire de police qui vit dans la même rue que lui. Malheureusement, Henry découvre que Christina mène une vie difficile aux côtés d'un beau-père dangereux qui la maltraite. Il élabore alors un plan pour sauver Christina qu’il écrit dans un livre avant de mourir d'une tumeur au cerveau. Susan découvre le livre grâce à Peter et décide de mettre le plan à exécution afin de sauver Christina.

## Fiche technique
Sauf indication contraire, les informations mentionnées dans cette section peuvent être confirmées par la base de données cinématographiques IMDb,  présente dans la section « Liens externes ».
- Titre original : The Book of Henry
- Réalisation : Colin Trevorrow
- Scénario : Gregg Hurwitz (en)
- Direction artistique : Derek Wang
- Décors : Kalina Ivanov
- Costumes : Melissa Toth
- Photographie : John Schwartzman (en)
- Son : Thomas Varga (en)
- Montage : Kevin Stitt
- Musique : Michael Giacchino[2]
- Production : Jenette Kahn, Sidney Kimmel (en) et Adam Richman
  - Production associée : Jeff Gernert
  - Production déléguée : Sue Baden-Powell, Carla Hacken, John Penotti et Jim Tauber
  - Coproduction : Adam Callan, Gregg Hurwitz (en) et Mark Mikutowicz
- Sociétés de production : Double Nickel Entertainment et Sidney Kimmel Entertainment (en)
- Société de distribution : Focus Features (États-Unis), Universal Pictures Video (France)
- Budget : 10 000 000 $[3]
- Pays de production :  États-Unis
- Langue originale : anglais
- Format : couleur - 35 mm - 2.00:1 - son Dolby Digital / DTS / SDDS / Auro 11.1 (en)
- Genre : drame
- Durée : 105 minutes
- Dates de sortie :
  - États-Unis : 14 juin 2017 (première mondiale au festival du film de Los Angeles)[4], 16 juin 2017[5]
  - France : 7 novembre 2017 (directement en vidéo)[6]

## Distribution
- Naomi Watts (VF : Hélène Bizot ; VQ : Pascale Montreuil) : Susan Carpenter
- Jacob Tremblay (VQ : Matis Ross) : Peter Carpenter
- Jaeden Martell (VF : Jonathan Gimbord ; VQ : Louis-Julien Durso) : Henry Carpenter
- Maddie Ziegler (VQ : Marine Guérin) : Christina Sickleman
- Dean Norris (VF : Jean-François Aupied ; VQ : Patrick Chouinard) : Glenn Sickleman
- Lee Pace (VF : Gilles Morvan ; VQ : Patrice Dubois) : David
- Sarah Silverman (VQ : Marika Lhoumeau) : Sheila
- Bobby Moynihan (VF : Jérôme Wiggins ; VQ : Louis-Philippe Dandenault) : John
- Geraldine Hughes (VQ : Michèle Lituac) : Mme Evans

 Source et légende : version française (VF) sur RS Doublage ; version québécoise (VQ) sur Doublage.qc.ca

## Production
Gregg Hurwitz (en) a écrit la première ébauche du scénario en 1998. Afin de faire le film, un accord fut trouvé avec Jenette Kahn pour produire le long métrage puis Sidney Kimmel (en) s'est joint en tant que producteur. Par la suite, après qu'un dirigeant de Sidney Kimmel Entertainment (en) ait regardé le film Safety Not Guaranteed de Colin Trevorrow, Trevorrow fut désiré pour la réalisation, Hurwitz ayant également adoré le film. Cependant, malgré l'entente entre le scénariste et Trevorrow, le réalisateur était déjà embauché pour Jurassic World. Un autre réalisateur a été envisagé, mais celui-ci n'a tout compte fait pas dirigé le film.
Finalement, le 30 mars 2015, après avoir terminé Jurassic World, Colin Trevorrow est annoncé à la réalisation. Le 19 août 2015, Jacob Tremblay et Jaeden Lieberher décrochent des rôles principaux aux côtés de Naomi Watts. Le 24 septembre 2015, le site américain TheWrap révèle que Sarah Silverman, Lee Pace et Dean Norris ont rejoint le casting. Ils sont rejoints 11 jours plus tard par Maddie Ziegler et Bobby Moynihan. Le tournage a débuté le 28 septembre 2015 à New York, et s'est terminé le 21 novembre 2015.

## Sortie
Le 31 mai 2016, The Book of Henry obtient une date de sortie fixée au 16 septembre 2016 pour une sortie limitée puis dès le 30 septembre pour une distribution à grande échelle. Cependant, le 2 août 2016, il est annoncé que la date de sortie est reportée au 16 juin 2017, également pour une sortie limitée puis pour une distribution à grande échelle durant les semaines suivantes.